# 6599 Tsuko
A 6599 Tsuko (ideiglenes jelöléssel 1988 PV) a Naprendszer kisbolygóövében található aszteroida. Kin Endate és Vatanabe Kazuró fedezte fel 1988. augusztus 8-án.